# Hakima Mendil-Jakani
Hakima Mendil-Jakani est une physico-chimiste française spécialiste de la matière molle condensée.

## Biographie
Après un baccalauréat scientifique obtenu avec mention bien en 1997, elle obtient un diplôme universitaire de technologie en mesures physiques. Elle intègre l'école d'ingénieur de l'institut des sciences et technologies à l'Université Pierre-et-Marie-Curie. Elle effectue ensuite un diplôme d'études approfondies en chimie et physico-chimie des polymères à l'École supérieure de physique et de chimie industrielles de la ville de Paris. En 2006, elle soutient une thèse en physique intitulée Identification d'un comportement terminal élastique dans les fondus de polymères, de polymères cristaux liquides et analyse de la transition de phase induite par cisaillement sous la direction de Laurence Noirez à l'université Paris-Sud. Sa thèse porte sur ses recherches menées au laboratoire Léon Brillouin au Commissariat à l'énergie atomique et aux énergies alternatives.
En 2007, elle rejoint le département de recherche fondamentale sur la matière condensée dans le groupe Polymère ionique du CEA Grenoble. Elle fait partie du laboratoire Synthèse, structure et propriétés de matériaux fonctionnels (STEP) de l'institut Nanosciences et cryogénie (IAC)

## Distinctions
- 2007 : Prix Irène-Joliot-Curie dans la catégorie jeune femme scientifique[4]